# Mendota (Kalifornija)
Mendota je grad u američkoj saveznoj državi Kalifornija. Prema popisu stanovništva iz 2010. u njemu je živjelo 11.014 stanovnika.